# 마린 박트
마린 박트(Marine Vacth, 1991년 4월 9일 ~ )는 프랑스의 배우, 모델이다.

## 생애
1991년 4월 9일 프랑스 파리 12구에서 태어났으며 메종알포르에서 성장했다. 아버지는 트럭 운전사, 어머니는 회계사이다. 성 '박트'는 로렌에서 유래한다.

## 경력
H&M에 스카우트되어 15살 때 모델을 시작했다. 연기는 스무 살 때 시작해 세드릭 클라피쉬 감독의 2011년 영화 《내 몫의 파이》를 통해 영화 데뷔를 하였다. 2011년, 이브 생로랑 향수와 클로에(Chloé)의 얼굴이 되었다. 또한 레오나르도 디카프리오와 함께 오포 모바일 광고에도 출연했다. DJ CAM의 "Swim" 뮤직비디오에 출연했다. 영화 《영 앤 뷰티풀》로 세자르상과 뤼미에르상 두 시상식의 여우신인상 후보에 올랐다.

## 사생활
사진사인 남자친구 폴 슈미트와 파리에서 살고 있다. 2014년 3월, 마린은 아들 헨리를 낳았다.

## 작품 목록

### 영화
| 년도 | 제목 원제목                                               | 비고      |
| ---- | --------------------------------------------------------- | --------- |
| 2011 | 《내 몫의 파이》 Ma part du gâteau                        |           |
| 2012 | The Man With the Golden Brain L'homme à la cervelle d'or  | 단편 영화 |
| 2012 | What the Day Owes the Night Ce que le jour doit à la nuit |           |
| 2013 | 《영 앤 뷰티풀》 Jeune & jolie Young & Beautiful          |           |
| 2015 | 《벨 파미》 Belles familles Families                      |           |
| 2016 | 《고해》 La Confession                                    |           |
| 2017 | Si Tu Voyais Son Coeur                                    |           |
| 2017 | 《두 개의 사랑》 L'amant Double The Double Lover          |           |